# Binz
Binz és un municipi que pertany al districte de Vorpommern-Rügen (resultat de la fusió l'1 de gener de 2011 dels antics districtes de Nordvorpommern i de Rügen així com de la ciutat sense districte de Stralsund) a l'estat de Mecklemburg-Pomerània Occidental a la costa nord-est d'Alemanya. El 31 de desembre de 2010 tenia 5407 habitants.

## Geografia
Està situat a la punta oriental de l'illa de Rügen, entre el llac del Schmachter See, el bodden petit de Jasmund, el Mar Bàltic i el massís de Granitz (107 m). El riu Ahlbek que connecta el llac de Schmacht amb el Mar Bàltic va ser entubat el 1950.

## Història

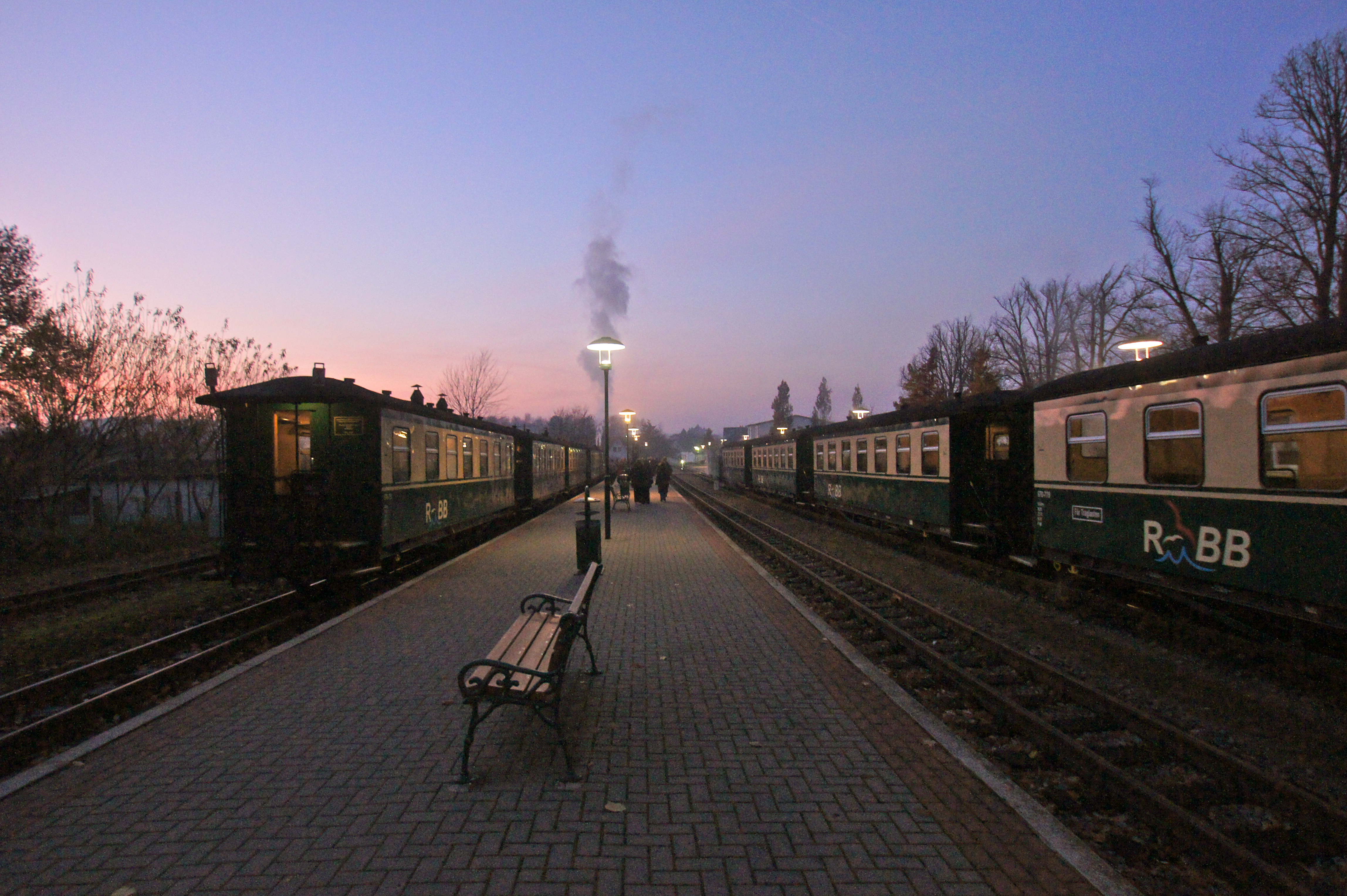
Dos trens a vapor a l'estació del ferrocarril a ample estret

El primer esment escrit Byntze data del 1318. Fins al 1326 feia part del regne de Rügen i després del ducat de Pomerània. Després de la Pau de Westfàlia passà a la Pomerània Sueca. Sempre va quedar un petit poble de pescadors i de masovers sense molta història fins que vers el 1875, la cultura balneària i el turisme van desenvolupar-se. A poc a poc van construir-se pensions en estil "balneari" amb les seves galeries típiques d'acer o d'entramat de fusta. La connexió ferroviària d'ample estret (75 cm) amb Putbus el 1895 i una connexió marítima Stettin-Binz-Sassnitz el 1896 van accelerar l'expansió del poble. A poc a poc va dotar-se d'un moll, d'una església, d'una central tèrmica i d'una xarxa d'aigua potable i així esdevenir el centre turístic més llarg de tota l'illa.
El 1937, durant el règim nazi va construir-se un nou hotel de platja gegantesc al marc del programa Kraft durch Freude al nucli de Prora, concebut oficialment per a poder acollir 20.000 estiuejants en un hotel de 4,5 quilòmetres de llargada, però secretament pre-equipat de tal manera que podia transformar-se ràpidament en un hospital militar per a la guerra que es preparava, sense alertar la sospita les forces aliades.
Després de la Segona Guerra Mundial el poble passà a la zona d'ocupació russa i la República Democràtica Alemanya. El 1953, els hotels i pensions van ser nacionalitzats i transformats en edificis de pisos o centres de vacances obrers. Després de la reunificació alemanya del 1990, van tornar-se als propietaris originals o als seus hereus. Una ona de restauració va tornar l'esplendor de l'inici del segle XX al poble que ara com antany, atreu molts estiuejants, el que fa del turisme la principal activitat econòmica, en una regió que pateix de despoblació per manca de perspectives per als joves.

## Llocs d'interès
- El castell i residència de caça Castell de Granitz
- El ferrocarril històric Rasender Roland
- Les vil·les i pensions en estil balneari
- Les ruïnes del centre de vacances nacional-socialista de Prora
- El passeig de mar
- La punta del moll

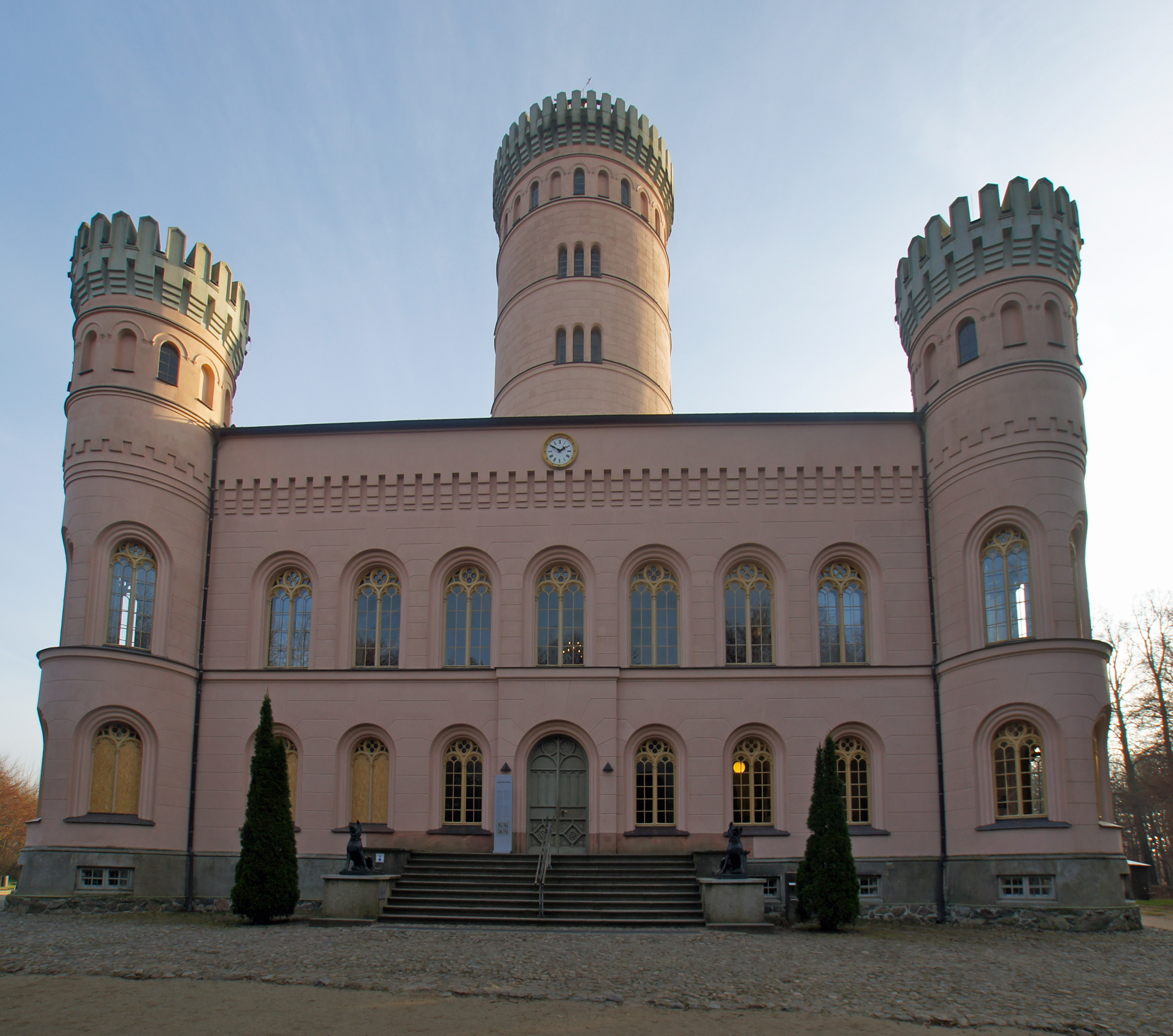
El castell de Granitz
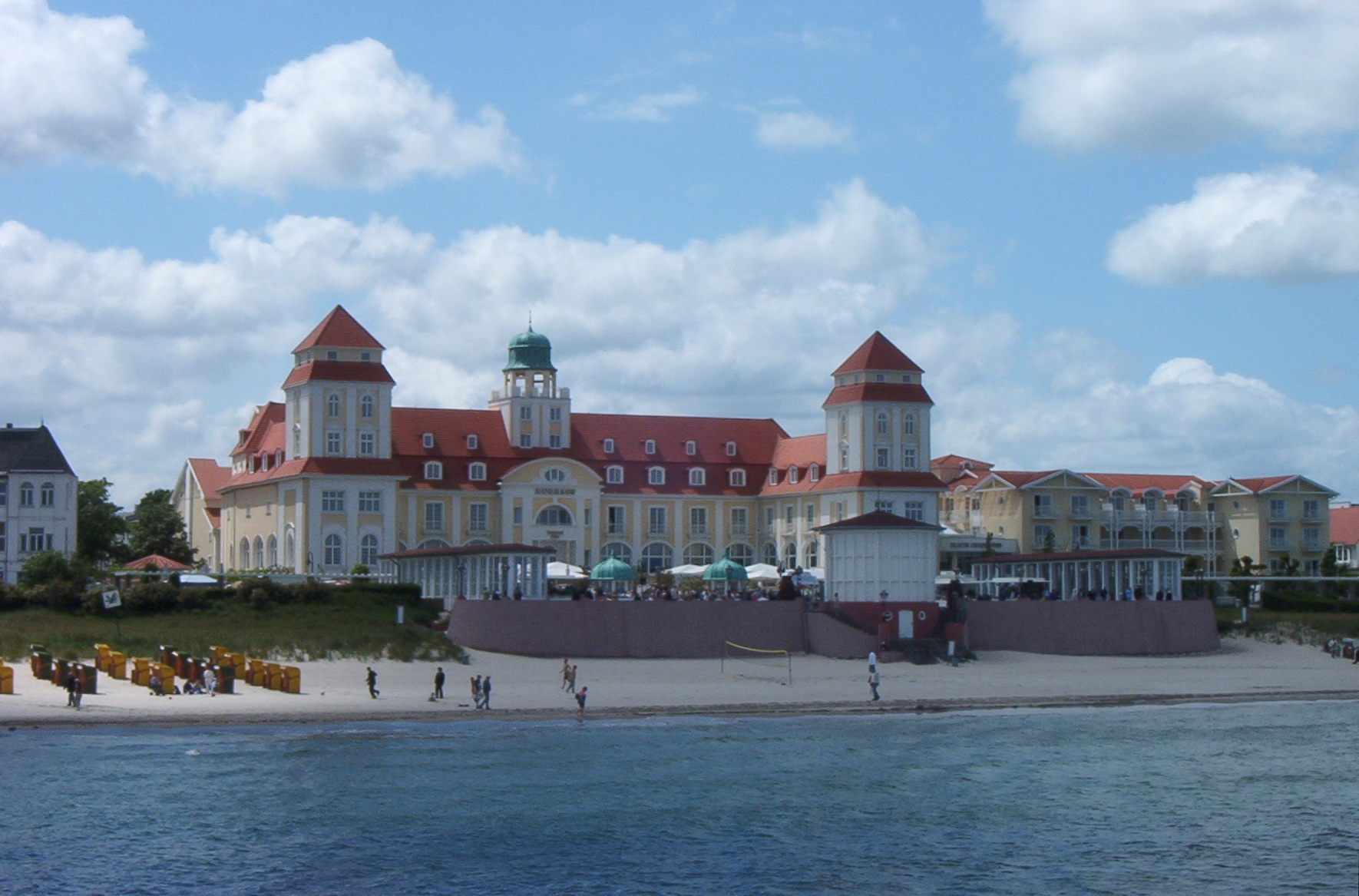
El centre balneari
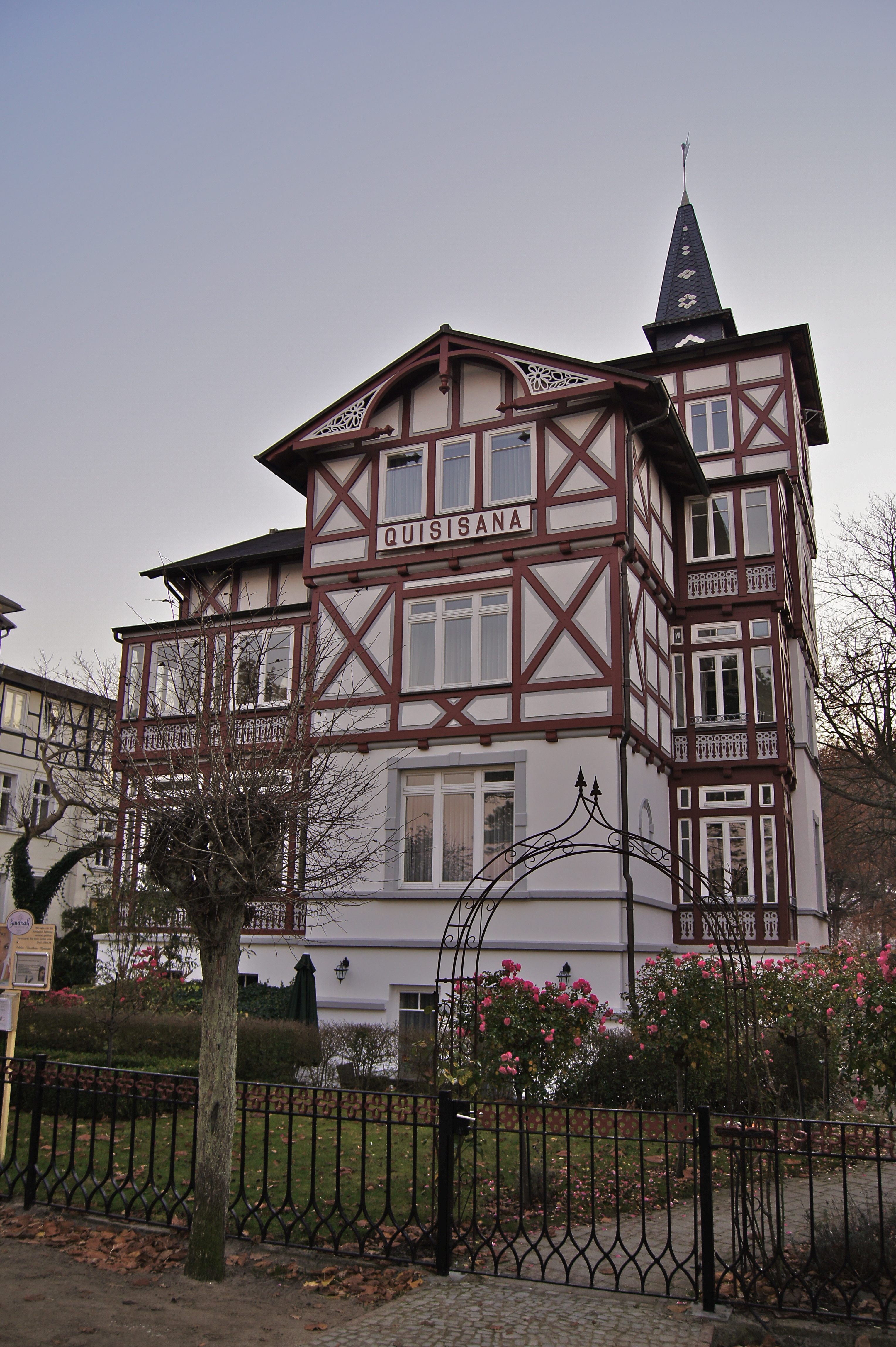
Vil·la d'entramat de fusta Quisisana
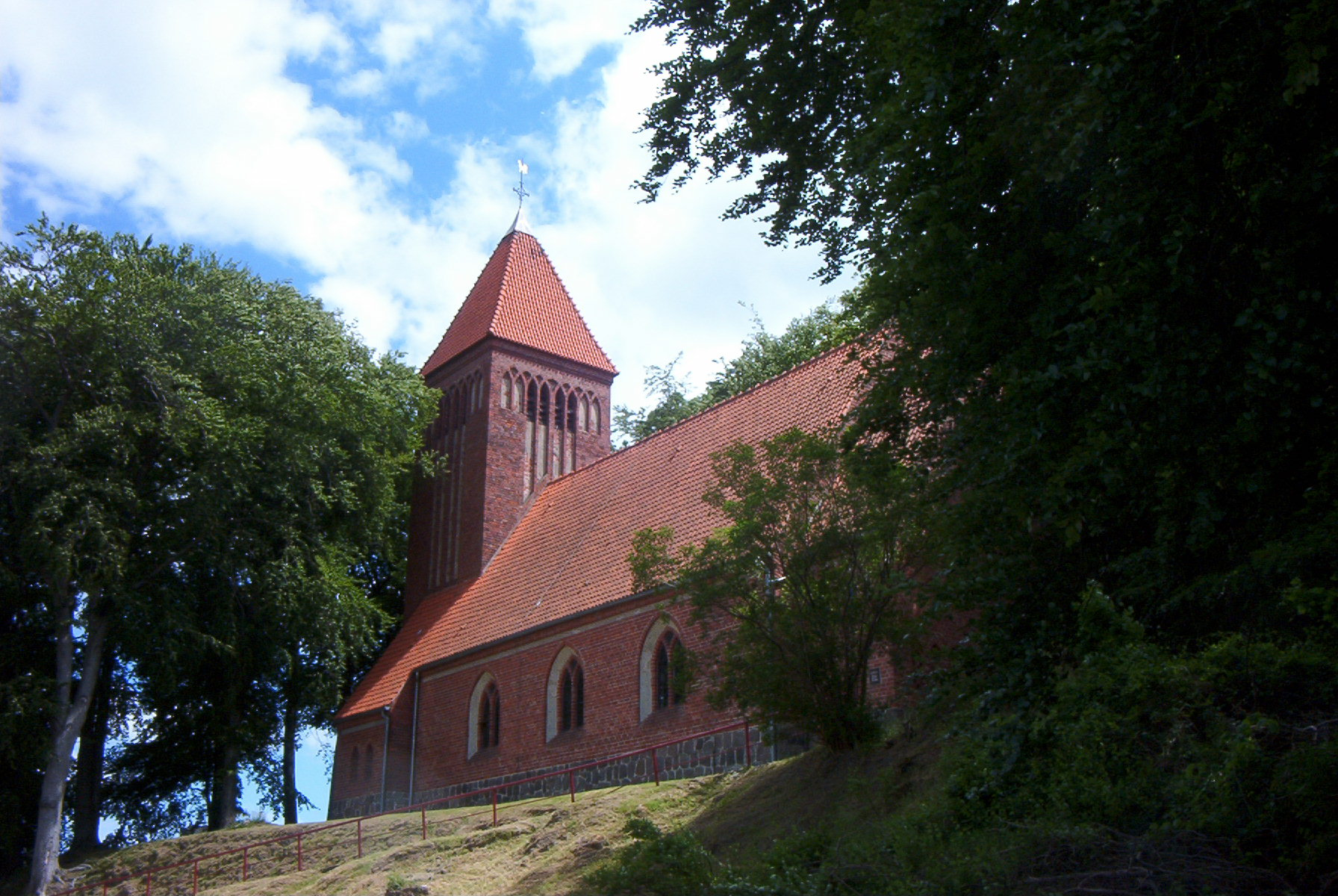
L'església luterana
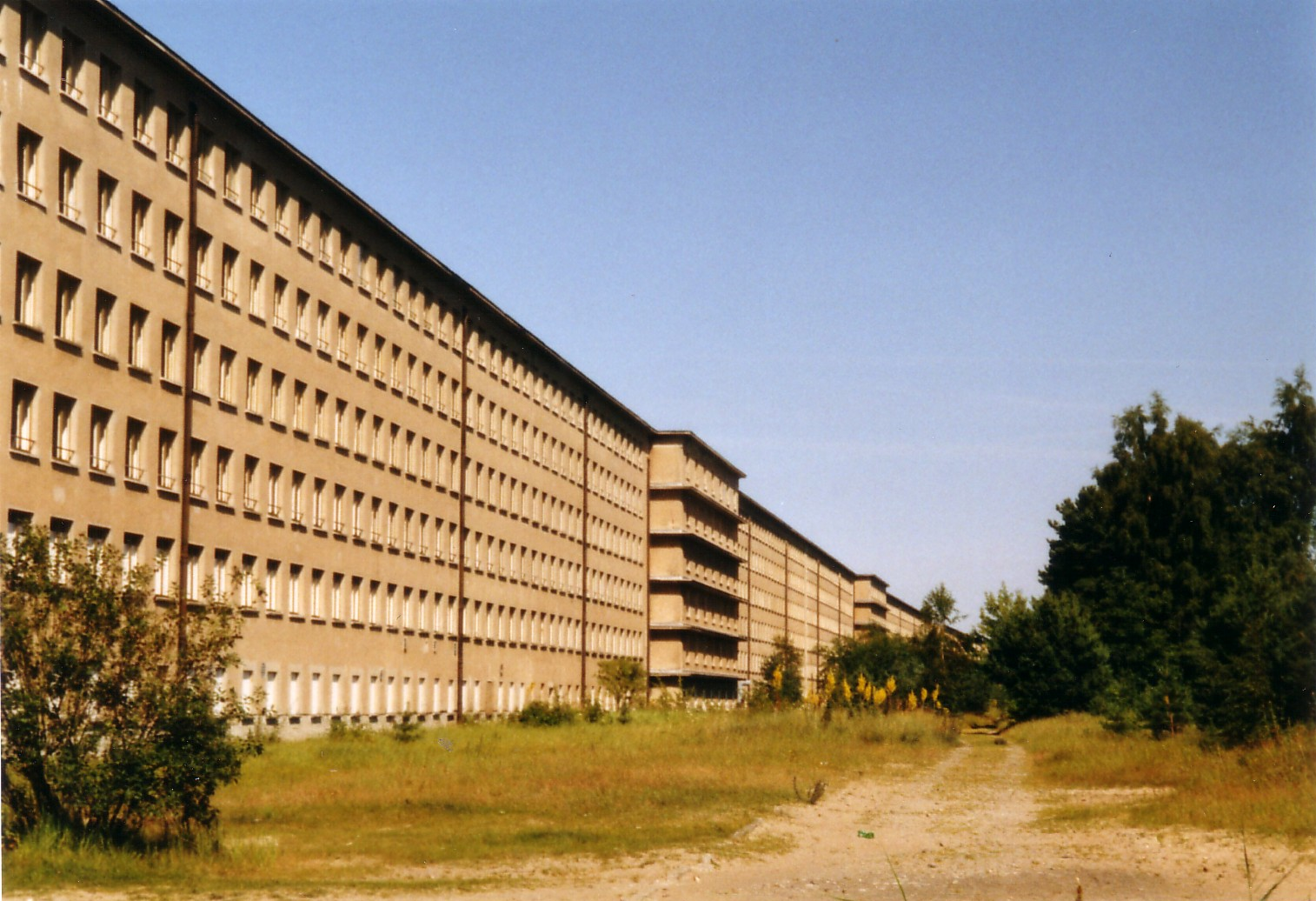
El centre de vacances nazi de Prora